# Molistomos
Molistomos foi um chefe que conduziu uma grande invasão contra o povo dos Antariates, os ilírios, em 310 A.C. É assim a origem do movimento de invasão da Grécia, já que outros povos invadiram esta região até a tomada de Delfos.